# Hồ McDonald
Hồ McDonald là hồ lớn nhất tại vườn quốc gia Glacier. Nó tọa lạc tại tọa độ 48°35′B 113°55′T / 48,583°B 113,917°T tại quận Flathead của bang Montana. Hồ McDonald dài chừng 10 dặm (16 km), rộng hơn một dặm (1.6 km) và sâu 472 ft (130 m), nằm trong một thung lũng được tạo ra bởi hoạt động xói mòn và sông băng. Diện tích bề mặt của hồ là 6.823 mẫu Anh (2.761 ha).
Hồ là nơi cư trú của nhiều loài cá hồi bản địa và các loài cá thể thao khác. Một số loài cá ở đây là Oncorhynchus clarki lewisi, Oncorhynchus mykiss, Salvelinus confluentus, Salvelinus namaycush, Oncorhynchus nerka. Tuy nhiên, hồ khá nghèo dinh dưỡng và không phải vùng câu cá trọng điểm. Gấu xám Bắc Mỹ, Gấu đen Bắc Mỹ, nai sừng tấm Á-Âu, và hươu la được tìm thấy tại nhiều nơi quanh hồ nhưng nhiều nhất ở bờ bắc.

## Hình ảnh

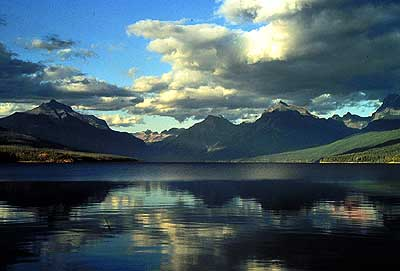
Hồ McDonald
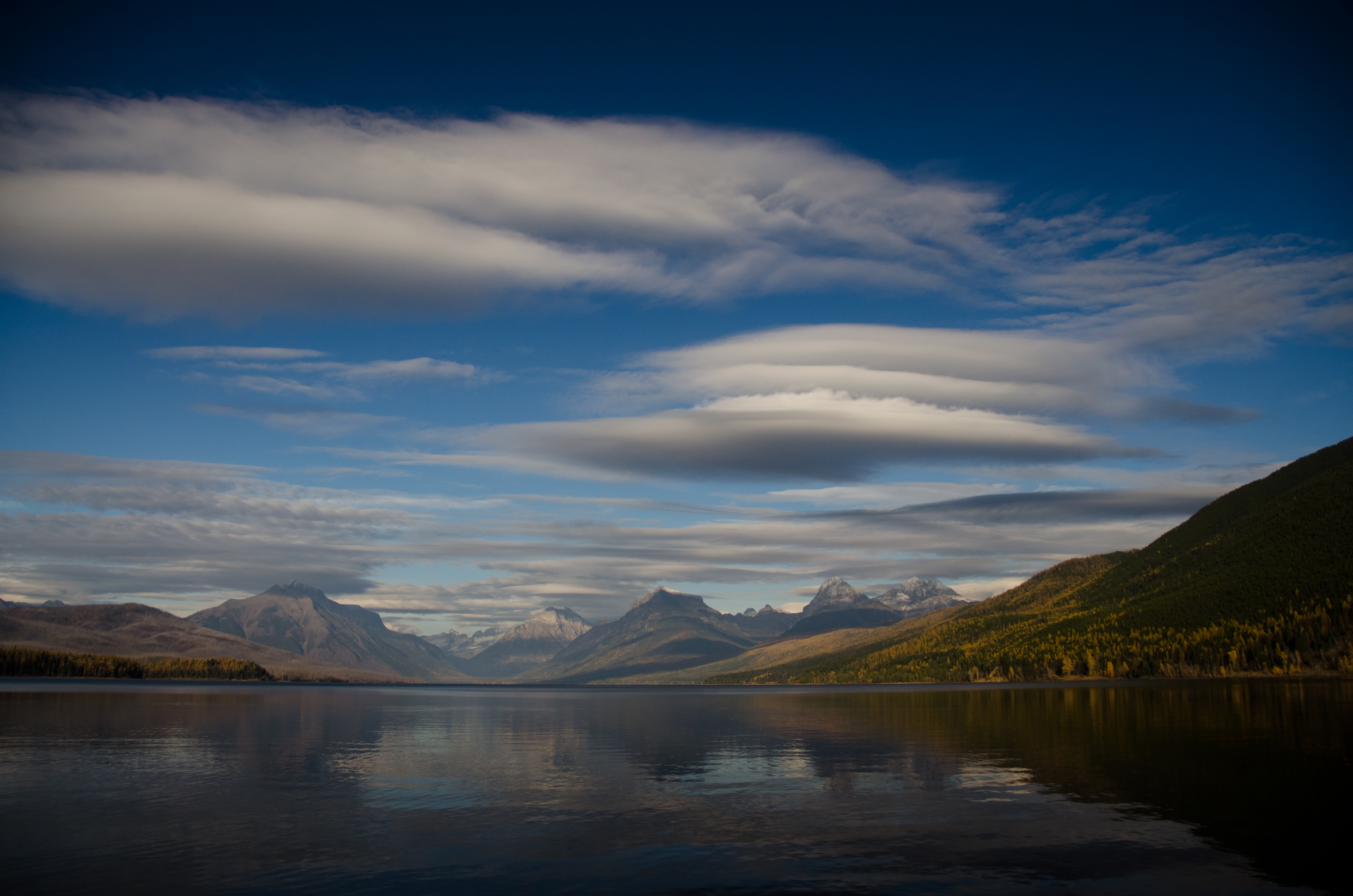
Hồ McDonald vào mùa thu
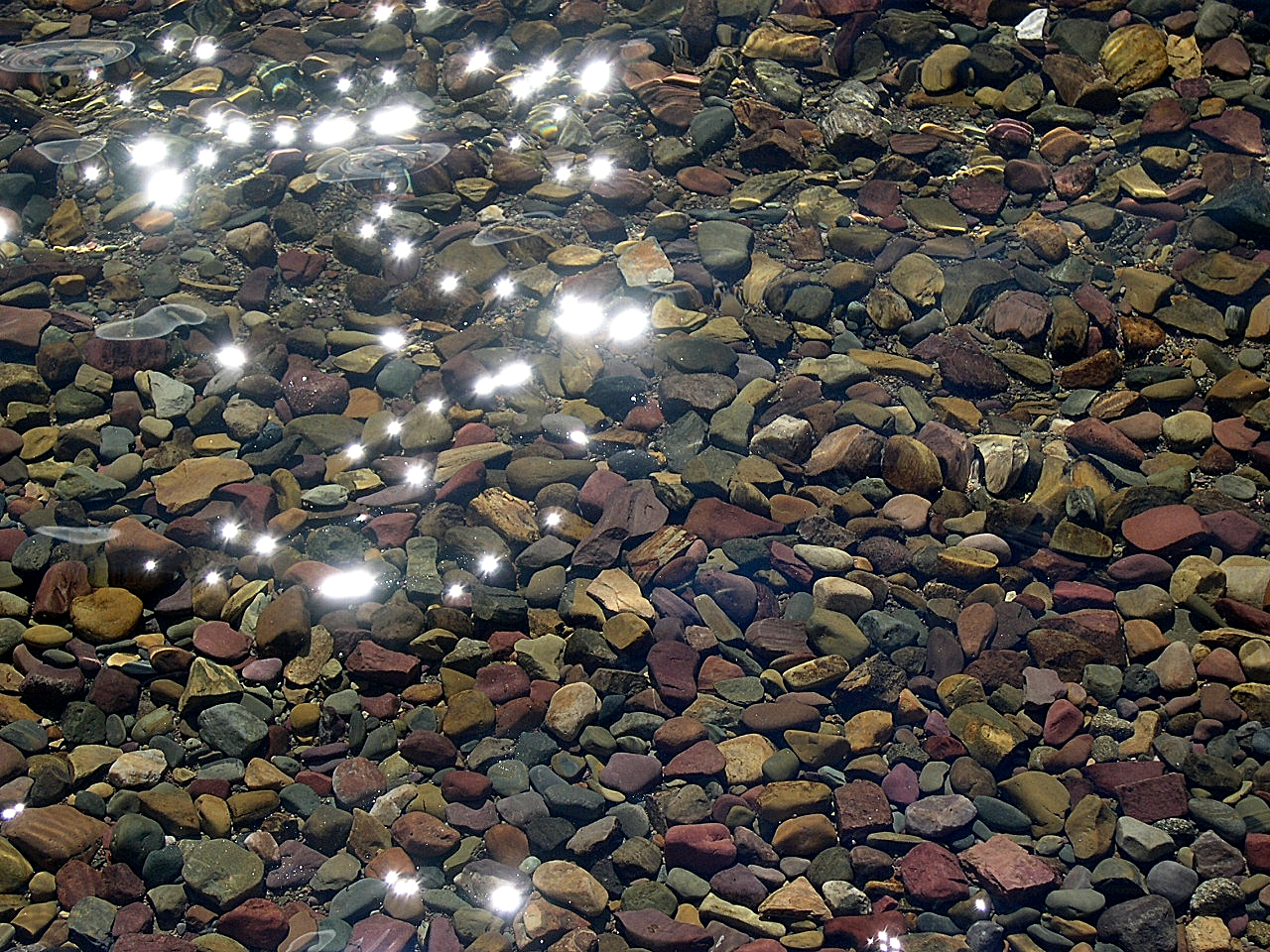
Đá cuội tại mép hồ